# Xfinity Series
Az Xfinity Series egy, a NASCAR által működtetett autóverseny-sorozat. A sorozat másodosztályként, egyfajta nevelőszériaként funkcionál a NASCAR legismertebb sorozata, a Sprint Cup Series alatt. A fiatal, feltörekvő versenyzők mellett a mezőny másik nagy csoportját az eredetileg a Sprint Cupban versenyző, nagyobb nevű versenyzők alkotják, akik gyakorlásként elindulhatnak a versenyeken, de a bajnokság végelszámolásába nem számít bele eredményük.
A sorozat korábban más neveket is használt, ezek közül a legismertebbek a Busch Grand National Series, a Busch Series és a Nationwide Series.

## Története

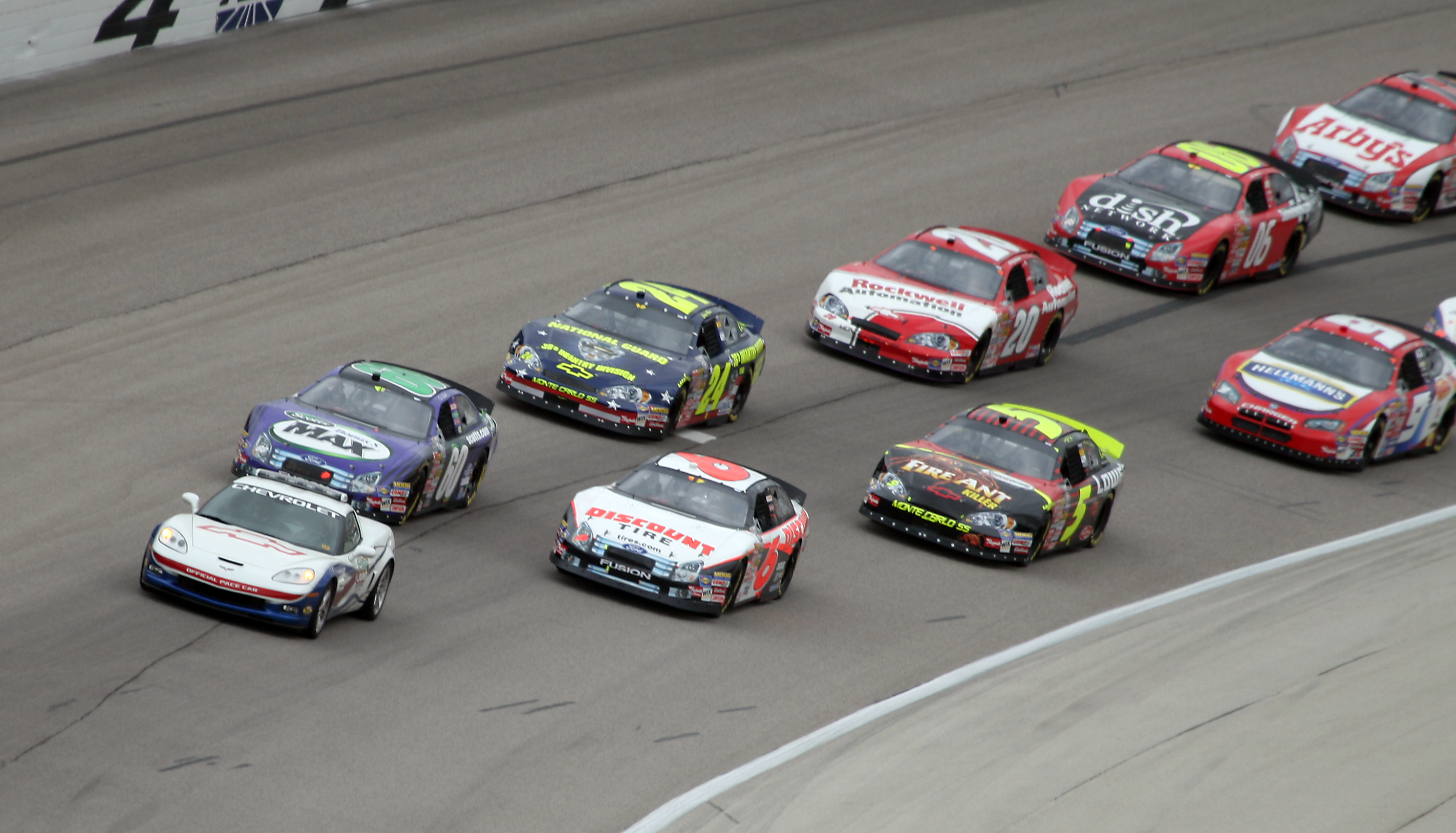
Egy 2007-es verseny a Texas Motor Speedwayen.

A sorozat a NASCAR Sportsman-sorozatából nőtte ki magát, amelyet 1950-ben hoztak létre, mint a szervezet rövid oválos szériáját. Ez volt a NASCAR időrendben negyedik versenysorozata a Modified, a Roadster (1948) és a Strictly Stock (1949) után. Az autókat alapvetően szabadabban lehetett módosítani, mint a Strictly Stock-versenygépeket, de nem annyira, mint a Modified autóit.
A ma Xfinity Series néven ismert sorozat 1982-ben vett fel modern kereteket, amikor az Anheiser-Busch lett a névadó szponzor Budweiser-brandjével. A széria neve ekkor Busch Grand National Series lett. 2003-ban a Grand National rész kikerült a sorozat nevéből, és innentől egyszerűen Busch Seriesnek hívták. Az Anheiser-Busch 2007-ben szüntette meg támogatását, és 2008-tól a sorozat hivatalos neve a Nationwide Insurance után Nationwide Series lett. A cég 2008-ban tízmillió dollárt adott a sorozat működtetésére, és a hétéves szerződés értelmében ez az összeg minden évben hat százalékkal növekedett.
2014-ben bejelentették, hogy a Comcast internetes és televíziós cég lett a sorozat névadó az Xfinity branddel. 2016-ra a Sprint Cup Serieshez hasonlóan az Xfinity Seriesben is bevezették a bajnokság végére a Chase for the Championship-rendszert, amely hét futamból áll.

## Versenyek az USA-n kívül
A sorozat történetének első Egyesült Államokon kívüli versenyére, a Telcel-Motorola 200-ra 2005. március hatodikán került sor Mexikóban, az Autódromo Hermanos Rodríguezen. A futamot Martin Truex, Jr. nyerte. A második, országhatáron kívüli versenyre Kanadában, a Circuit Gilles Villeneuve-ön került sor 2007 augusztusában. A versenyt Kevin Harvick nyerte a helyi születésű Patrick Carpentier előtt. A mexikói verseny 2009-ben, míg a kanadai 2013-ban került ki a versenynaptárból.

## Chase for the Championship
2016-ra a NASCAR mind itt, mind a Camping World Truck Seriesben bevezette a Sprint Cup Serieshez hasonló Chase for the Championship-rendszert a szezon végére, amely során eldől, ki szerzi meg a bajnoki címet. Ennek során a szezon első huszonhat futama után a legjobb tizenkét pilótát kiemelik, és 2000 pontról indulnak a további versenyekre. Három versenyt követően a bajnoki címért harcolók száma nyolcra csökken, ők a harmincadik futamtól kezdve háromezer pontról folytatják. Az utolsó futamon már csak négyen harcolnak a bajnoki címért, az egyaránt négyezer ponttal rendelkező pilóták közül az szerzi meg a bajnoki címet, aki a legjobb helyen végez közülük a szezonzárón.

## Cup-versenyzők az Xfinity Series-ben
Az amerikai angol szlengben „bushwacker”-nek hívott versenyzők, vagyis azok, akik eredetileg a Sprint Cup Seriesben versenyeznek, már a sorozat legelső évétől nagy számban voltak jelen a Busch Series futamain, leginkább gyakorlás, valamint a pályával való ismerkedés céljából. A legismertebb ilyen Cup-versenyzők Dale Earnhardt, aki a sorozat történetének legelső versenyén tudott diadalmaskodni, valamint Kyle Busch, aki a legtöbb futamgyőzelemmel rendelkezik ebben a kategóriában.
A közvélemény egy része rendkívül kritikus ezzel a szokással, ugyanis szerintük elveszik a lehetőséget a fiatal, kevésbé tapasztalt pilóták elől. A másik oldal azzal érvel, hogy a nagyobb nevű versenyzők több nézőt vonzanak a széria versenyeire is, ellenkező esetben a bántóan alacsony nézőszám nem lenne méltó a NASCAR második számú sorozatához. A legtöbb Xfinity-versenyző is örülni szokott a Cup-versenyzőknek, ugyanis szerintük így egy jó lehetőséget kapnak arra, hogy náluk sokkal tapasztaltabb versenyzőkkel szemben méressék meg magukat.
Amikor a Cupban 2007-ben a Car of Tomorrow-versenyautókkal kezdtek versenyezni, több ottani versenyző elmondta, hogy az akkori Nationwide-versenyek igazából nem segítenek sokat a Cup-versenyekre való felkészülésben, annyira másak a két sorozat autói. 2010-ben azonban a Nationwide-ban is fejlesztettek, ekkor már a legtöbben azt mondták, hogy ismét viszonylag közel állnak a két széria gépei egymáshoz.
A 2000-es évektől kezdve a mezőny legelején év végén többségében Cup-versenyzők álltak, sőt 2006 és 2010 között csak Cup-versenyzők szereztek bajnoki címet (Kevin Harvick, Carl Edwards, Clint Bowyer, Kyle Busch és Brad Keselowski). Ekkor a NASCAR hozott egy szabályt, miszerint egy versenyző, bár elindulhat akár mindhárom kategória versenyein is, pontot csak az egyikben gyűjthet.

## Autók
Az Xfinity Series autóinak a következő paramétereknek kell megfelelniük:
- 5800 köbcentiméteres Pushrod V8-as motor
- Négysebességes, manuális váltó
- 1451 (versenyző nélkül), illetve 1542 kg minimumsúly (versenyzővel együtt)
- 650-700 (leszabályozás nélkül), illetve 450 lóerő teljesítmény (leszabályozás után)
- 700 newtonméter nyomaték
- Felhasznált üzemanyag: 98-as oktánszámú benzin a Sunoco jóvoltából
- 68 literes üzemanyagtank
- 2667 mm tengelytáv
- 5175 mm hosszúság
- 1905 mm szélesség
- 1295 mm magasság
- Goodyear-slick és esőgumik
- HANS, hatpontos biztonsági öv

## Gyártók

### Budweiser Late Model Sportsman Series (1982–1983)
Chrysler
- Dodge Challenger: 1982

Ford
- Ford Fairmont: 1982–1983

General Motors
- Chevrolet Malibu: 1982–1983
- Oldsmobile Omega: 1982–1983
- Pontiac Ventura: 1982–1983

### Busch Grand National Series (1984–2003)
Chrysler
- Dodge Intrepid: 2002–2003

Ford
- Ford Fairmont: 1984–1986
- Ford Thunderbird: 1987–1997
- Ford Taurus: 1998–2003
- Mercury Cougar: 1984

General Motors
- Buick Regal: 1985, 1988–1995 (no factory support after 1991)
- Buick LeSabre: 1986–1989
- Chevrolet Monte Carlo: 1986–1988, 1995–2003
- Chevrolet Nova: 1984–1988
- Chevrolet Lumina: 1989–1995
- Oldsmobile Omega: 1984–1987
- Oldsmobile Delta 88: 1986–1995 (no factory support after 1992)
- Pontiac Ventura: 1984–1987
- Pontiac Grand Prix: 1988–2003

### Busch Series (2004–2007)
Chrysler
- Dodge Intrepid: 2004–2006
- Dodge Charger: 2007
- Dodge Avenger: 2007

Ford
- Ford Taurus: 2004–2005
- Ford Fusion: 2006–2007

General Motors
- Pontiac Grand Prix: 2004
- Chevrolet Monte Carlo: 2004–2005
- Chevrolet Monte Carlo SS: 2006–2007
- Chevrolet Impala SS: 2007

Toyota
- Toyota Camry: 2005–2007

### Nationwide Series (2008–2014)
Chrysler
- Dodge Charger: 2008–2010
- Dodge Challenger: 2010–2014 (2012 után gyári támogatás nélkül)

Ford
- Ford Fusion: 2008–2010
- Ford Mustang: 2010–2014

General Motors
- Chevrolet Monte Carlo SS: 2008–2009
- Chevrolet Impala SS: 2008–2009
- Chevrolet Impala: 2010–2012
- Chevrolet Camaro: 2013–2014

Toyota
- Toyota Camry: 2008–2014

### Xfinity Series (2015–)
Chrysler
- Dodge Challenger: 2015– (gyári támogatás nélkül)

Ford
- Ford Mustang: 2015–

General Motors
- Chevrolet Camaro: 2015–

Toyota
- Toyota Camry: 2015– (2018 után gyári támogatás nélkül)
- Toyota Supra: 2019–

## Bajnokok
egyéni bajnok (csapata) / csapatbajnok
- 2018 Tyler Reddick (#9 JR Motorsports) / #00 Stewart-Haas Racing
- 2017 William Byron (#9 JR Motorsports) / #22 Team Penske
- 2016 Daniel Suárez (#19 Joe Gibbs Racing) / #19 Joe Gibbs Racing
- 2015 Chris Buescher (#60 Roush Fenway Racing) / #22 Team Penske
- 2014 Chase Elliott (#9 JR Motorsports) / #22 Team Penske
- 2013 Austin Dillon (#3 Richard Childress Racing) / #22 Team Penske
- 2012 Ricky Stenhouse, Jr. (#60 Roush Fenway Racing) / #18 Joe Gibbs Racing
- 2011 Ricky Stenhouse, Jr. (#60 Roush Fenway Racing) / #60 Roush Fenway Racing
- 2010 Brad Keselowski / #18 Joe Gibbs Racing
- 2009 Kyle Busch
- 2008 Clint Bowyer / #20 Joe Gibbs Racing

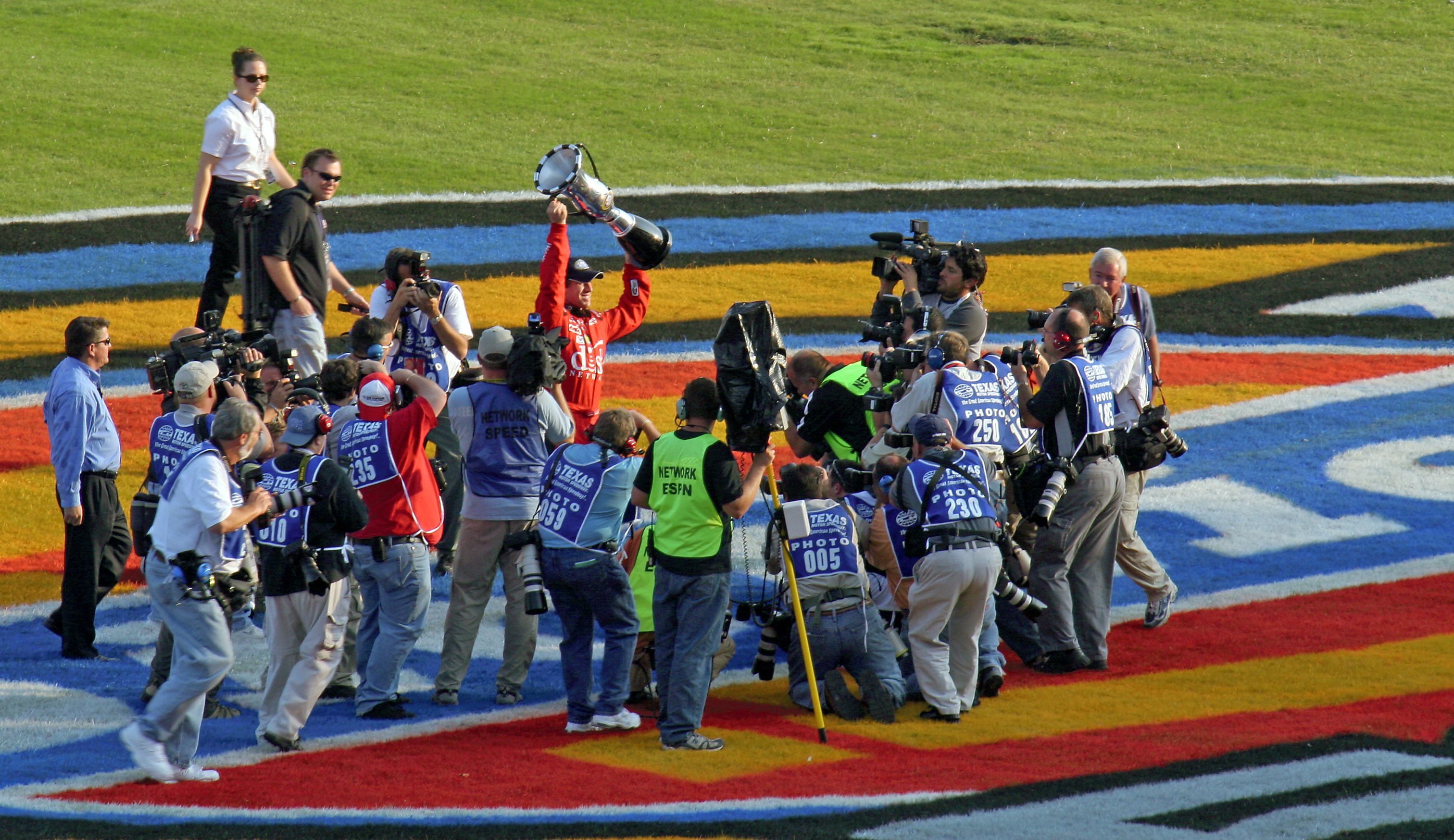
Carl Edwards 2007-es bajnoki címe ünneplése közben

- 2007 Carl Edwards / #29 Richard Childress Racing
- 2006 Kevin Harvick
- 2005 Martin Truex Jr.
- 2004 Martin Truex Jr.
- 2003 Brian Vickers (#21 Richard Childress Racing)
- 2002 Greg Biffle
- 2001 Kevin Harvick
- 2000 Jeff Green
- 1999 Dale Earnhardt Jr.
- 1998 Dale Earnhardt Jr.
- 1997 Randy LaJoie
- 1996 Randy LaJoie
- 1995 Johnny Benson
- 1994 David Green
- 1993 Steve Grissom
- 1992 Joe Nemechek
- 1991 Bobby Labonte
- 1990 Chuck Bown
- 1989 Rob Moroso
- 1988 Tommy Ellis
- 1987 Larry Pearson
- 1986 Larry Pearson
- 1985 Jack Ingram
- 1984 Sam Ard
- 1983 Sam Ard
- 1982 Jack Ingram

## Az év újoncai
- 2015 Daniel Suárez
- 2014 Chase Elliott
- 2013 Kyle Larson
- 2012 Austin Dillon
- 2011 Timmy Hill
- 2010 Ricky Stenhouse, Jr.
- 2009 Justin Allgaier
- 2008 Landon Cassill
- 2007 David Ragan
- 2006 Danny O'Quinn, Jr.
- 2005 Carl Edwards
- 2004 Kyle Busch
- 2003 David Stremme
- 2002 Scott Riggs
- 2001 Greg Biffle
- 2000 Kevin Harvick
- 1999 Tony Raines
- 1998 Andy Santerre
- 1997 Steve Park
- 1996 Glenn Allen, Jr.
- 1995 Jeff Fuller
- 1994 Johnny Benson
- 1993 Hermie Sadler
- 1992 Ricky Craven
- 1991 Jeff Gordon
- 1990 Joe Nemechek
- 1989 Kenny Wallace

## Futamgyőztesek
2016. március 19-én frissítve.
     2016-ban teljes szezonban versenyez.
     2016-ban csak néhány versenyen indul.
     A NASCAR-hírességek csarnoka tagja.
| Versenyző            | Győzelmek |
| -------------------- | --------- |
| Kyle Busch           | 79        |
| Mark Martin          | 49        |
| Kevin Harvick        | 46        |
| Carl Edwards         | 38        |
| Brad Keselowski      | 33        |
| Jack Ingram          | 31        |
| Matt Kenseth         | 29        |
| Jeff Burton          | 27        |
| Joey Logano          | 25        |
| Tommy Houston        | 24        |
| Dale Earnhardt, Jr.  | 23        |
| Sam Ard              | 22        |
| Tommy Ellis          | 22        |
| Dale Earnhardt       | 21        |
| Harry Gant           | 21        |
| Greg Biffle          | 20        |
| Jeff Green           | 16        |
| Joe Nemechek         | 16        |
| Todd Bodine          | 15        |
| Randy Lajoie         | 15        |
| Larry Pearson        | 15        |
| Morgan Shepherd      | 15        |
| Denny Hamlin         | 14        |
| Martin Truex Jr.     | 13        |
| Darrell Waltrip      | 13        |
| Jimmy Spencer        | 12        |
| Chuck Bown           | 11        |
| Steve Grissom        | 11        |
| Dale Jarrett         | 11        |
| Terry Labonte        | 11        |
| Tony Stewart         | 11        |
| Michael Waltrip      | 11        |
| Jason Keller         | 10        |
| Bobby Labonte        | 10        |
| Robert Pressley      | 10        |
| Elliott Sadler       | 10        |
| David Green          | 9         |
| Jimmy Hensley        | 9         |
| Rick Mast            | 9         |
| Kenny Wallace        | 9         |
| Clint Bowyer         | 8         |
| Kasey Kahne          | 8         |
| Jamie McMurray       | 8         |
| Ricky Stenhouse, Jr. | 8         |
| Austin Dillon        | 7         |
| Ryan Newman          | 7         |
| Geoff Bodine         | 6         |
| Butch Lindley        | 6         |
| Chad Little          | 6         |
| Mike McLaughlin      | 6         |
| Rob Moroso           | 6         |
| Regan Smith          | 6         |
| Scott Wimmer         | 6         |
| Marcos Ambrose       | 5         |
| Brett Bodine         | 5         |
| Kurt Busch           | 5         |
| Chase Elliott        | 5         |
| Jeff Gordon          | 5         |
| Bobby Hamilton, Jr.  | 5         |
| Ryan Blaney          | 4         |
| Ward Burton          | 4         |
| Ricky Craven         | 4         |
| Tim Fedewa           | 4         |
| Ron Fellows          | 4         |
| Ron Hornaday, Jr.    | 4         |
| Jeff Purvis          | 4         |
| Scott Riggs          | 4         |
| Reed Sorenson        | 4         |
| Mike Wallace         | 4         |
| Justin Allgaier      | 3         |
| Johnny Benson        | 3         |
| Chris Buescher       | 3         |
| Sam Hornish, Jr.     | 3         |
| Ernie Irvan          | 3         |
| Kyle Larson          | 3         |
| Paul Menard          | 3         |
| L. D. Ottinger       | 3         |
| Steve Park           | 3         |
| Johnny Sauter        | 3         |
| Brian Vickers        | 3         |
| Mike Alexander       | 2         |
| Bobby Allison        | 2         |
| A. J. Allmendinger   | 2         |
| Casey Atwood         | 2         |
| Trevor Bayne         | 2         |
| Mike Bliss           | 2         |
| Ron Bouchard         | 2         |
| Brendan Gaughan      | 2         |
| Bobby Hillin         | 2         |
| Buckshot Jones       | 2         |
| Erik Jones           | 2         |
| Jason Leffler        | 2         |
| Kevin Lepage         | 2         |
| Sterling Marlin      | 2         |
| Butch Miller         | 2         |
| Hank Parker, Jr.     | 2         |
| Phil Parsons         | 2         |
| David Ragan          | 2         |
| Tim Richmond         | 2         |
| Johnny Rumley        | 2         |
| Hermie Sadler        | 2         |
| Elton Sawyer         | 2         |
| Ken Schrader         | 2         |
| Dennis Setzer        | 2         |
| Ronnie Silver        | 2         |
| Dick Trickle         | 2         |
| Rick Wilson          | 2         |
| Aric Almirola        | 1         |
| Jamie Aube           | 1         |
| Ed Berrier           | 1         |
| Joe Bessey           | 1         |
| Dave Blaney          | 1         |
| Neil Bonnett         | 1         |
| James Buescher       | 1         |
| Ronald Cooper        | 1         |
| Derrike Cope         | 1         |
| Ty Dillon            | 1         |
| Bobby Dotter         | 1         |
| Bill Elliott         | 1         |
| Jeff Fuller          | 1         |
| David Gilliland      | 1         |
| Robby Gordon         | 1         |
| Bobby Hamilton       | 1         |
| Jimmie Johnson       | 1         |
| Justin Labonte       | 1         |
| Stephen Leicht       | 1         |
| Tracy Leslie         | 1         |
| Dick McCabe          | 1         |
| Casey Mears          | 1         |
| Juan Pablo Montoya   | 1         |
| David Pearson        | 1         |
| Nelson Piquet, Jr.   | 1         |
| Larry Pollard        | 1         |
| Ryan Reed            | 1         |
| David Reutimann      | 1         |
| Ricky Rudd           | 1         |
| Joe Ruttman          | 1         |
| Greg Sacks           | 1         |
| Boris Said           | 1         |
| Andy Santerre        | 1         |
| John Settlemyre      | 1         |
| Mike Skinner         | 1         |
| Jack Sprague         | 1         |
| Brad Teague          | 1         |